# كفر تعال
كفر تعال  قرية سوريّة تتبع إداريّاً لمحافظة حلب منطقة الأتارب ناحية أورم الكبرى، بلغ تعداد سكانها 1,880 نسمة حسب التعداد السكاني لعام 2004.